# Kesambenkulon
Kesambenkulon is een bestuurslaag in het regentschap Gresik van de provincie Oost-Java, Indonesië. Kesambenkulon telt 5536 inwoners (volkstelling 2010).